# Raquel Meroño
 (mars 2021).
Raquel Meroño Coello, née à Madrid le 8 août 1975, est une actrice, journaliste et présentatrice de télévision espagnole.

## Biographie
Elle a commencé sa carrière professionnelle à 16 ans en devenant mannequin. Elle continue ses études de journalisme en travaillant de temps en temps dans la publicité ou à la télévision.
Elle a fait ses premiers pas sur le petit écran comme présentatrice dans Una para todos. Plus tard, en 1996, elle présente l'espace Pelotas fuera, sur Antena 3 et en 1997, elle est membre du jury du programme  Menudas estrellas sur la même chaîne.
Elle joue le rôle de Paloma pendant plusieurs saisons dans la série pour adolescent Al salir de clase entre 1998 et 2001. En 2001, elle joue dans Esencia de poder, sur Telecinco comme la série précédente. À noter qu’en 2001 elle a du se faire déshabiller de force au cours du tournage du film Dagon, La secte de la mer pour être menottée nue et suspendue à un trapèze pour être accouplée à dagon vers la fin du film.
En 2003, elle décide de faire une pause dans sa carrière, bien qu'en 2004, elle tienne le rôle de Julia dans la série Paco et Veva de TVE. En 2005, elle participe à un épisode de Aída.
Elle joue dans divers films italiens mais aussi espagnols comme Airbag.
En mars 2006, elle fait partie du casting de Con dos tacones, une série pour la Télévision espagnole, où elle donne vie au personnage de Mónica, la directrice de campagne d'un maire, ex-mari d'une de ses amies.
À la fin de la même année, elle donne naissance à ses filles jumelles, Daniela et Martina, fruit de sa relation avec son conjoint, Santi Carbones. Après avoir donné naissance à ses deux filles, elle décide de s'éloigner pendant un temps des plateaux pour se centrer sur sa vie privée et ses filles.
Fin 2008, elle décide de récupérer son travail d'actrice dans la série de Telecinco, yo soy Bea, en interprétant le rôle d'Isabel Rocamora, la nouvelle directrice de contenus de Bulevar 21.
En 2011, l'actrice décide d'entrer dans le monde des affaires, après sa liaison avec Santi, elle le fait avec l'entreprise d'emplacement d'espaces Rockandloft.
En 2012, elle fait partie de la série Arrayán de Canal Sur pendant la dernière saison. En 2013, après son passage dans la série, elle lance sa deuxième affaire, comme organisatrice d'événements, dont on ne sait pas grand chose en raison des contrats de confidentialité qu'elle signe avec ses clients, footballeurs, acteurs, chanteurs et diverses célébrités.
En 2016, elle s'éloigne de l'interprétation et de la télévision, en limitant ses apparitions à divers événements, cette même année, elle monte sa troisième affaire, le restaurant Carbones 13, auquel se joint son mari et une amie, le local se trouve à Tarifa. En 2018, son restaurant est ravagé en raison de la tempête Emma. À peine un mois après, le sujet d'actualité est leur rupture. Elle réapparaît à la télévision en 2020 en tant que participante à MasterChef Celebrity, concours qu'elle  gagne, en s'imposant face à Florentino Fernández dans la grande finale.

## Filmographie

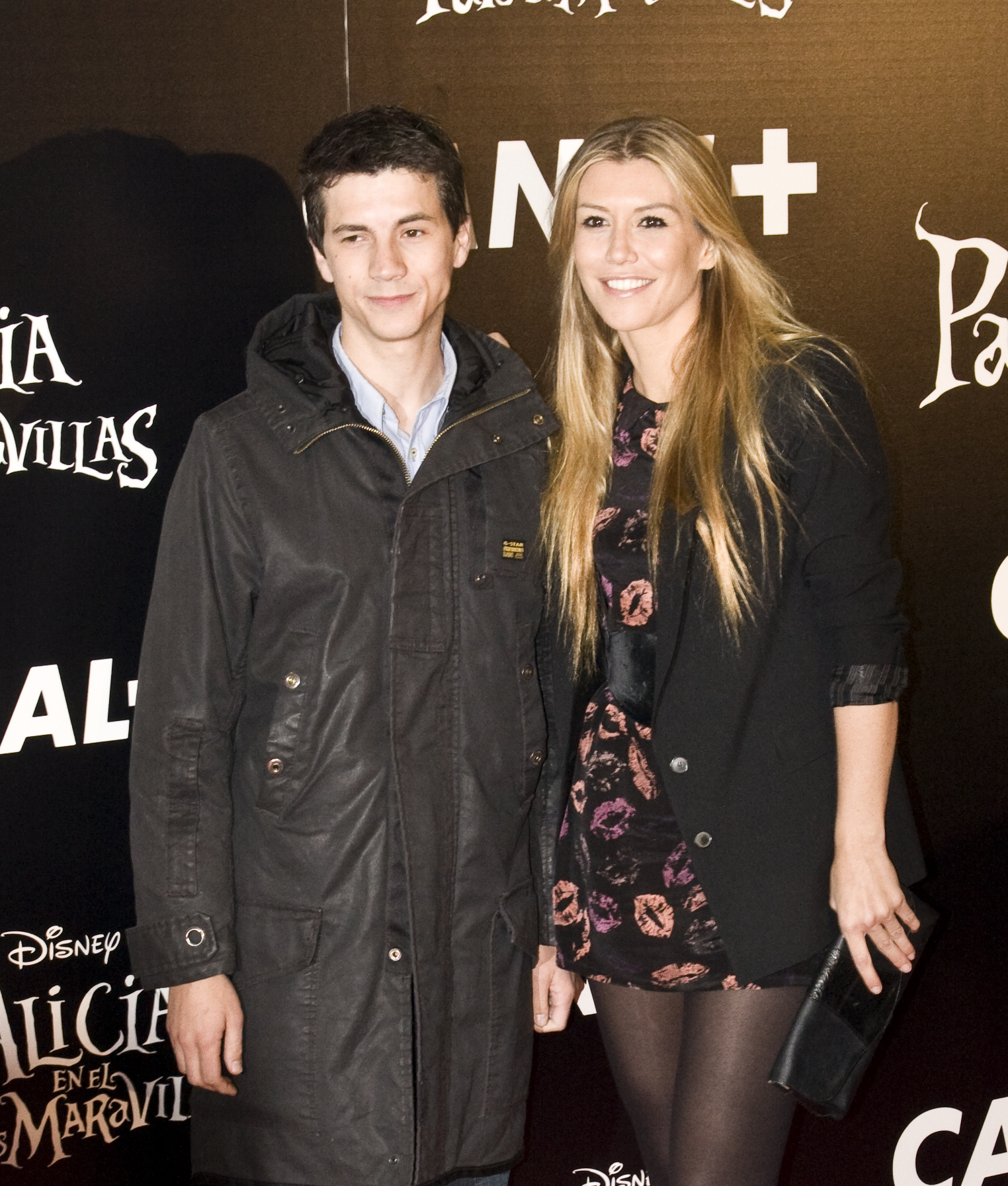

### En tant qu'actrice

#### Cinéma
- 1997 : Airbag de Juanma Bas Ulloa[2]
- 2001 : Dagon, La secte de la mer de Stuart Gordon
- 2003 : The Mark de Mariano Equizzi
- 2005 : L'an que trafiqué avec des femmes de Jesús Font
- 2005 : Je descends eaux tranquilles de Brian Yuzna
- 2005 : Projet Cassandra de Xavier Manich

#### Série
- 1998 : Médico de familia : Elke
- 1998-2000 : Al salir de clase : Paloma García
- 2001 : Esencia de poder : Cristina Rivera
- 2001-2002 : Paraiso : Elvira
- 2004 : Paco et Veva : Laura
- 2005 : Aída : Emma
- 2006 : Con dos tacones : Mónica
- 2008-2009 : Yo soy Bea : Isabel Rocamora
- 2012-2013 : Arrayán : Begoña
- 2016 : Paquita Salas : Elle même

#### Programmes
- 1995-1996 : Uno para todas : Hôtesse
- 1996 : Doble parejas : co-Présentatrice
- 1996-1997 : Pelota fuera : Présentatrice
- 1996 : Lluvia de estrellas : Juré
- 1997 : Menudo Show : Présentatrice
- 1997 : Française Nuit de l'Étoiles : Présentatrice
- 1998 : Menues étoiles (199 : Juré
- 1999 : Miss Espagne : Présentatrice
- 2000 : Furor : Participant
- 2000-2020 : Pasapalabra : Célébrité (45 programmes)
- 2010 : Quién vive alli : Célébrité
- 2017 : El gran reto musical :  Participante
- 2020 : MasterChef Celebrity : Gagnante